# Ангел Грънчаров (философ)
Вижте пояснителната страница за други личности с името Ангел Грънчаров.
Ангел Иванов Грънчаров е български философ.

## Биография
Роден е на 28 март 1959 г. в Долна баня, Софийска област. Завършва философия в Ленинградския държавен университет през 1983 г. Печели конкурс за асистент по философия в Пловдивския университет „Паисий Хилендарски“, където работи от 1985 до 1992 г.
От 1992 г. ръководи създадения от него в Пловдив Център за развитие на личността, в който група млади философи, психолози и социолози провеждат изследвания върху проблеми, свързани с човека. В Центъра се организират курсове по практическа психология и антропология. През 2009 г. създава философското списание ИДЕИ, на което е главен редактор.